# Примож Улага
Примож Улага (словен. Primož Ulaga; Љубљана, 20. јул 1962) некадашњи је југословенски и словеначки репрезентативац у скијашким скоковима. Био је члан ССК Илирија из Љубљане. Такмичио се на скијама марке Елан.

## Спортска каријера
Први пут се такмичио у Светском купу у сезони 1979/80, када је на крају сезоне освојио треће и четврто место на такмичењу у Планици. У следећој сезони, 1980/81, први пут је у Светском купу био најбољи у канадском Тандер Беју. Сезоне 1981/82. и 1982/83. биле су нешто лошије.
После добрих сезона 1983/84. коју је завршио као 6 у Светском купу, био је међу фаворитима за медаљу на Олимпијским играма у Сарајеву, где је разочарао, на малој скакаоници био је 57. а на великој тринаести.
Најуспешнија сезона била је 1987/88. На Олимпијским играма у Калгарију, са екипом у саставу Миран Тепеш, Матјаж Дебелак и Матјаж Зупан, освојио сребрну медаљу. Осим овог успеха био је други и на Светском првенству у скијашким летовима у немачком Оберсдорфу иза Норвежанина Фидјестела.  Најбољи појединачни пласман на светским првенствима био му је 6. место на великој скакаоници у Зефелду 1985. Од 1981. до 1988. постигао је 9 победа у светском купу. Најбоља сезона била му је 1987/88. у којој је на крају освојио 3. место у генералном пласману.
Након завршетка скакачке каријере, започео се бавити спортским менаџментом. Најпре је био директор нордијских репрезентација Словеније. У периоду од септембра 2012. до 2015. био је председник Смучарског савеза Словеније.

## Значајнији резултати

### Олимпијске игре
| Дисциплина / Игре | Сарајево 1984 | Калгари 1988 |
| Мала скакаоница   | 57.           | 30.          |
| Велика скакаоница | 13.           | 40.          |
| Екипно            | —             |              |

### Светско првенство
| Дисциплина / Првенство | Осло 1982. | Енгелберг 1984. | Зефелд 1985. | Оберстдорф 1987. | Лахти 1989. |
| Мала скакаоница        | 39.        |                 | 33.          | 18.              | 17.         |
| Велика скакаоница      | 41.        |                 | 6.           | 35.              | 20.         |
| Екипно                 |            | 5.              |              |                  |             |

### Светско првенство у скијашким летовима
| Дисциплина / Првенство | Оберстдорф 1988. | Вићерсунд 1990. |
| Појединачно            |                  | 25.             |

### Светски куп
- 3. у генералном пласману 1987/88..
- 9 победа.

| Година | Место                              |
| 1981.  | Тандер Беј (Канада)                |
| 1983.  | Планица (СФР Југославија)          |
| 1984.  | Лејк Лпесид (САД)                  |
| 1986.  | Тандер Беј 2х (Канада)             |
| 1987.  | Инзбрук (Аустрија), Сапоро (Јапан) |
| 1988.  | Планица 2х (СФР Југославија)       |

### Победничка постоља
| Бр. | Датум         | Место               | Скакаоница                | Пласман | Победник                     |
| --- | ------------- | ------------------- | ------------------------- | ------- | ---------------------------- |
| 1.  | 21. 3. 1980.  | Планица             | Средња великанка          | 3.      | Ханс Милониг                 |
| 2.  | 21. 2. 1981.  | Тандер Беј          | Нормална скакаоница       | 1.      | -                            |
| 3.  | 26. 3. 1983.  | Планица             | Средња великанка          | 2.      | Мати Никененn                |
| 4.  | 27. 3. 1983.  | Планица             | Блоудекова великанка      | 1.      | -                            |
| 5.  | 17. 12. 1983. | Лејк Лпесид         | MacKenzie Intervale K-90  | 1.      | -                            |
| 6.  | 18. 12. 1983. | Лејк Лпесид         | MacKenzie Intervale K-120 | 3.      | Џеф Хејстингс                |
| 7.  | 6. 1. 1984.   | Бишофсхофен         | "Paul Ausserleitner"      | 3.      | Јенс Вајслог                 |
| 8.  | 7. 12. 1985.  | Тандер Беј          | Нормална скакаоница       | 1.      | -                            |
| 9.  | 8. 12. 1985.  | Тандер Беј          | Велика скакаоница         | 1.      | -                            |
| 10. | 14. 12. 1985. | Лејк Лпесид         | MacKenzie Intervale K-120 | 2.      | Вегард Опас                  |
| 11. | 1. 1. 1986.   | Гармиш-Партенкирхен | Велика олимпијска         | 3.      | Павел Плоц                   |
| 12. | 17. 1. 1986.  | Клингентал          | Ашперг                    | 2.      | Мати Никенен                 |
| 13. | 13. 12. 1986. | Лејк Лпесид         | MacKenzie Intervale K-120 | 3.      | Вегард Опас                  |
| 14. | 14. 12. 1986. | Лејк Лпесид         | MacKenzie Intervale K-90  | 2.      | Ернст Ветори                 |
| 15. | 21. 12. 1986. | Шамони              | Le Mont                   | 3.      | Мартин Швагерко              |
| 16. | 4. 1. 1987.   | Инзбрук             | Бергизел                  | 1.      | -                            |
| 17. | 25. 1. 1987.  | Сапоро              | Okurayama                 | 1.      | -                            |
| 18. | 6. 1. 1988.   | Бишофсхофен         | "Paul Ausserleitner"      | 2.      | Мати Никенен                 |
| 19. | 17. 1. 1988.  | Галио               | Пакстал                   | 2.      | Ернст Ветори                 |
| 20. | 26. 3. 1988.  | Планица             | Средња великанка          | 1.      | -                            |
| 21. | 27. 3. 1988.  | Планица             | Блоудекова великанка      | 1.      | -                            |
| 22. | 11. 2. 1990.  | Енгелберг           | Титлис                    | 3.      | Франци Петек Ари-Пека Никола |
| 23. | 25. 3. 1990.  | Планица             | Блоудекова великанка      | 3.      | Ари-Пека Никола              |

### Пласман у Светском купу
| Сезона   | Пласман | Бодови |
| -------- | ------- | ------ |
| 1979/80. | 32.     | 31     |
| 1980/81. | 16.     | 57     |
| 1981/82. | 36.     | 20     |
| 1982/83. | 18.     | 70     |
| 1983/84. | 6.      | 120    |
| 1984/85. | 34.     | 20     |
| 1985/86. | 6.      | 145    |
| 1986/87. | 7.      | 132    |
| 1987/88. | 3.      | 127    |
| 1988/89. | 41.     | 13     |
| 1989/90. | 12.     | 96     |
| 1990/91. | 44.     | 9      |